# Isla Oleny
La isla Oleny (también escrito como Oleni) (del ruso: Остров Олений) es una isla singular en el mar de Kara justo unos pocos kilómetros de la costa, al norte de la costa de uno de los brazos de la península de Guida en el norte de Siberia.
Está cubierta con tundra y ciénagas y tiene de largo 53 km y su anchura media es 27 km, teniendo una superficie de 1.197 km². Su latitud es 72°24' N y la longitud 77°45' E.
El mar que rodea la isla Oleny está cubierta por hielos en el invierno y numerosos hielos flotantes incluso en el verano, de manera que a menudo está unida a la península de Guida en el continente siberiano, del que está separado por un estrecho muy pequeño, de solo 2 km de ancho.
La isla Oleny pertenece al okrug autónomo Yamalo-Nenets que es la parte más meridional del óblast de Tiumen, división administrativa de la Federación Rusa. Oleny es también parte de la Reserva natural del Gran Ártico, la reserva natural más grande de Rusia.
Esta isla no debe confundirse con otras islas aisladas que se llaman "Oleni" u "Oleniy" (ruso: Ostrov Oleniy), una de las cuales se encuentra en el mismo mar de Kara, en el grupo Plavnikovyye, mientras que las otras están en el mar de Barents y el mar Blanco.

## Islas adyacentes
- Fuera del extremo suroeste de la isla Oleny quedan tres pequeñas islas conocidas como islas Proklyatyye (Проклятые острова; Proklyatyye ostrova) a 72° 15' N de latitud y 77° 05' E de longitud.
- Isla Rovnyy está ubicada cerca de la costa continental, unos pocos kilómetros al este de las islas Proklyatyye.